# Скотне (Ленінградська область)
Скотне (рос. Скотное) — присілок у Всеволожському районі Ленінградської області Російської Федерації.
Населення становить 17 осіб. Належить до муніципального утворення Агалатовське сільське поселення.

## Історія
Від 1 серпня 1927 року належить до Ленінградської області.

## Населення
| 2007 | 2010 | 2014 | 2017 |
| ---- | ---- | ---- | ---- |
| 17   | ↗58  | ↗73  | ↘17  |